# Mizuho (1938)
Mizuho (japonsky 瑞穂) byl nosič hydroplánů japonského císařského námořnictva. Ve službě byl v letech 1939–1942. Účastnil se druhé světové války, ve které byl roku 1942 potopen americkou ponorkou. Jednalo se o vylepšenou verzi třídy Čitose.

## Stavba

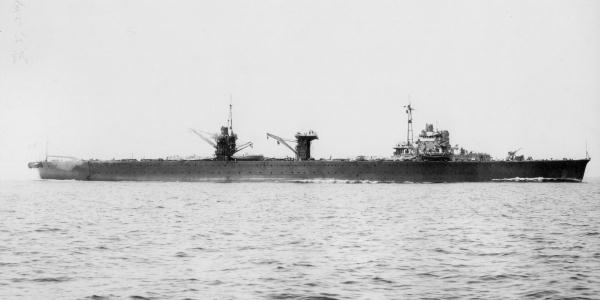
Mizuho v roce 1940

Mizuho postavila japonská loděnice Kawasaki v Kobe. Stavba byla zahájena 16. května 1937, na vodu byla loď spuštěna 16. května 1938 a dne 25. února 1939 byla přijata do služby.

## Konstrukce

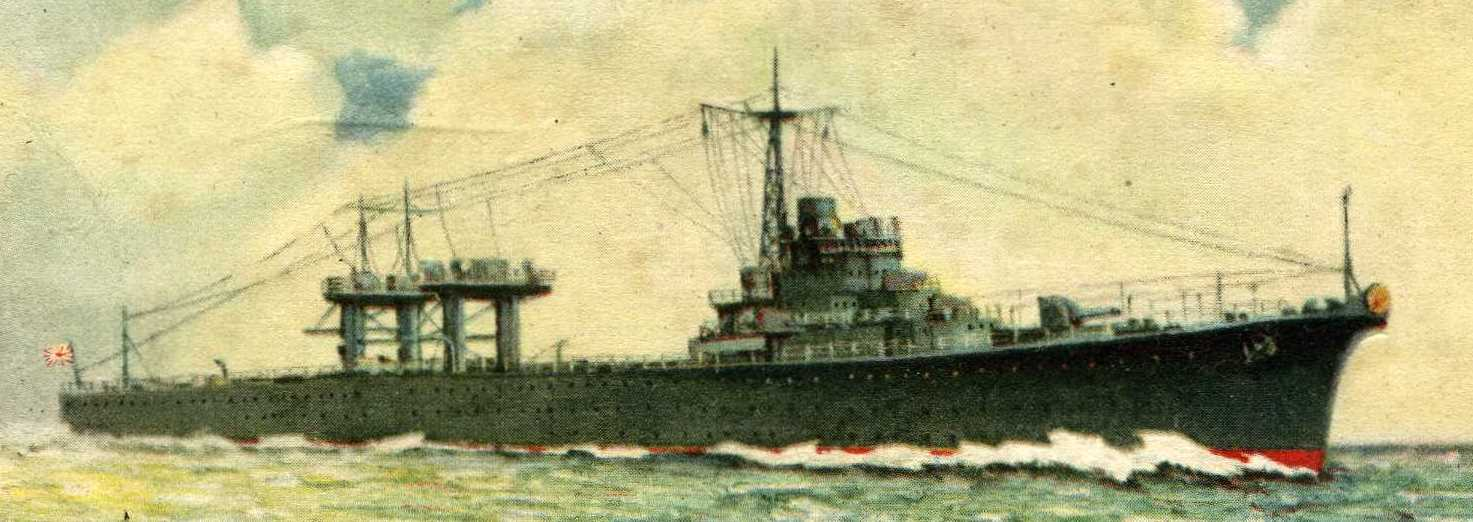
Kresba Mizuho

Výzbroj tvořilo šest 127mm kanónů typu 89 a dvanáct 25mm kanónů typu 96. Neseno bylo až 24 hydroplánů, přičemž dalších osm tvořilo rezervu. Podpalubní hangár byl přístupný pomocí dvou výtahů. Loď byla vybaveny čtyřmi katapulty. Pohonný systém tvořily dva diesely o výkonu 15 200 k, které poháněly dva lodní šrouby. Nejvyšší rychlost dosahovala 22 uzlů. Dosah byl 8000 námořních mil při rychlosti 16 uzlů.

## Služba
Dne 1. května 1942 ve 23:15 Mizuho, plující z Jokosuky podél jižnípo pobřeží Honšú, na levoboku zasáhlo torpédo vypuštěné americkou ponorkou USS Drum (SS-228). Zasažena strojovna na levoboku se rychle zaplnila vodou, na lodi vypukl požár a silně se naklonila. V 0:30 dne 2. května 1942 lodi přisluly na pomoc těžké křižníky Takao a Maja. Záchranné práce byly neúspěšné a ve 3:30 kapitán nařídil opustit loď. Ve 4:16 se Mizuho převrátila a potopila. Zemřelo 7 důstojníků a 94 námořníků.